# Lipromela
Lipromela is een geslacht van kevers uit de familie bladkevers (Chrysomelidae).
De wetenschappelijke naam van het geslacht werd in 1933 gepubliceerd door Chen.

## Soorten
- Lipromela pubipennis Chen & Wang, 1980